# ATP-toernooi van Dallas
Het ATP-toernooi van Dallas was een tennistoernooi voor mannen dat eenmalig in 1983 gehouden werd. In 2022 keerde het toernooi van Dallas terug op de kalender.

## Finales

### Enkelspel
| Jaar      | Winnaar       | Finalist        | Score                   |               |
| --------- | ------------- | --------------- | ----------------------- | ------------- |
| 1983      | Andrés Gómez  | Brian Teacher   | 6-7, 6-1, 6-1           |               |
| 1984 2021 | Geen toernooi | Geen toernooi   | Geen toernooi           | Geen toernooi |
| 2022      | Reilly Opelka | Jenson Brooksby | 7-6(5), 7-6(3)          |               |
| 2023      | Wu Yibing     | John Isner      | 6–7(4), 7–6(3), 7–6(12) |               |
| 2024      | Tommy Paul    | Marcos Giron    | 7–6(3), 5–7, 6–3        |               |

### Dubbelspel
| Jaar      | Winnaars                          | Finalisten                        | Score               |               |
| --------- | --------------------------------- | --------------------------------- | ------------------- | ------------- |
| 1983      | Nduka Odizor Van Winitsky         | Steve Denton Sherwood Stewart     | 6-3, 7-5            |               |
| 1984 2021 | Geen toernooi                     | Geen toernooi                     | Geen toernooi       | Geen toernooi |
| 2022      | Marcelo Arévalo Jean-Julien Rojer | Lloyd Glasspool Harri Heliövaara  | 7-6(4), 6-4         |               |
| 2023      | Jamie Murray Michael Venus        | Nathaniel Lammons Jackson Withrow | 1–6, 7–6(4), [10–7] |               |
| 2024      | Max Purcell Jordan Thompson       | William Blumberg Rinky Hijikata   | 6–4, 2–6, [10–8]    |               |

## Statistieken

### Meeste enkelspeltitels per land
| Aantal titels | Land             |
| ------------- | ---------------- |
| 2             | Verenigde Staten |
| 1             | Ecuador          |
| 1             | China            |

(Bijgewerkt t/m 2024)
1983 · 1984–2021 · 2022 · 2023 · 2024 · 2025
ITF-toernooien (mannen en vrouwen)

ATP-toernooien (mannen) – ATP-seizoen 2025

WTA-toernooien (vrouwen) – WTA-seizoen 2025

Voormalige toernooien mannen
Voormalige toernooien vrouwen
Voormalige amateurtoernooien